# Фестиваль актуального научного кино
Фестиваль актуального научного кино «ФАНК» — российский фестиваль научных и научно-популярных кинофильмов. Впервые состоялся в 2015 году, с 2016 года проходит при поддержке Министерства образования и науки Российской Федерации.

## Описание
Программная концепция фестиваля сформировалась во время работы над фестивалем актуального научного кино «360°», который с 2011 года проводился на базе Политехнического музея. По организационной структуре «ФАНК» отличается от большинства кинофестивалей, так как не привязан к конкретному месту и времени.
«Дни научного кино» проходят с октября по декабрь, в 2015 году их приняли 114 площадок в 63 городах России, кинопоказы 2016 года пройдут в рамках Года российского кино в 85 субъектах федерации. Организаторы описывают «ФАНК» как «кинодвижение», отмечая продолжительность фестиваля и число людей, вовлечённых в его организацию.
Фестиваль имеет три формата:
- Годовой цикл фестиваля открывает премия в области научного кино, в рамках которой организаторы представляют широкой публике список фильмов, предварительно отобранных жюри. В 2016 году премия проходила в Сочи при Министерства образования и науки[6].
- После премии фестиваль проходит в регионах. Показы организует команда «ФАНКа». В большинстве случаев показы фильмов бесплатны для посетителей, расходы берут на себя спонсоры фестиваля.
- В рамках третьего формата фестиваль, обладая правами на фильмы на полгода-год, передаёт каталог вузам, желающим организовать локальные показы интересных им картин в рамках «Дней научного кино». Студенты организуют мероприятия по предоставленным оргкомитетом инструкциям, сами собирают аудиторию, организуют просмотр фильмов и обсуждения с участием учёных[7][8].

В программе фестиваля фильмы о научных исследованиях и открытиях, жизни выдающихся учёных и изобретателях, возможностях и угрозах, связанных с развитием технологий. Команда фестиваля отбирает авторское документальное кино, участвующее в таких фестивалях, как IDFA, CPH:DOX, Берлинского кинофестиваля, «Сандэнс», Трайбека.
В 2015 и 2016 годах «ФАНК» сотрудничал с «РВК», «СИБУР Холдингом», «Росатомом», Европейской академией научного кино и Русским географическим обществом, Польским культурным центром и DOC+Science, каналами «Наука 2.0» и 24 DOC.

## Программа
В программу 2015 года вошли более 40 фильмов, в том числе:
- «Страсти по частицам»
- «Больше, чем мед»
- «В бесконечность»
- «Принтер будущего»
- «Создатель»
- «Любовь и инженеры»
- «Планета»
- «Элис заботится»
- «Сингулярность»
- «Чувственная математика»

Программа 2016 года включала 22 фильма:
- «Машина сновидений»
- «Терра»
- «Счастливый фильм» — фильм-победитель 2016 года, режиссёр Стефан Загмайстер[англ.][11]
- «Сахар»
- «Лимб»
- «Гонка на вымирание»
- «Уран: дракон виляет хвостом»
- «Тайный мир веществ»
- «За гранью дисциплин»
- «В ожидании волн и частиц»
- «Буквальная геометрия»
- «Бомба, потрясшая мир»
- «Против метода»
- «Космический мечтатель приземлился»
- «Завтра»
- «Правила жизни 100-летнего человека. Коста-Рика»
- «Правила жизи 100-летнего человека. США»
- «Тайны мозга»
- «Говорящие с белухами»
- «Новосибирские острова»
- «Экспедиция Русланова. Последний подвиг „Геркулеса“»

В 2017 году фестиваль прошёл на 125 площадках в 65 городах, число показов составило 496, а количество посетителей — 58 тысяч человек. В показах участвовали картины:
- «Джулиан Барбур: сон основы»
- «Артур Экерт: модель сборки»
- «Да будет свет!»
- «Магнус»
- «Юность»
- «Музыка ненужных вещей»

В 2018 году фестиваль проходил в 88 городах на 140 площадках, число показов составило 547, а аудитория достигла 60 тысяч человек. В программу вошли следующие картины:
- «Альфаго»
- «Рожденные свободными»
- «Мозг. Вторая вселенная»
- «Генезис 2.0»
- «Истории Кремниевой долины»
- «Спросите у сексперта»
- «Автоматизация и работа будущего»
- «24 снега»
- «Арктика. Зазеркалье»
- «Красное и черное»

В 2019 году в программу фестиваля на разных площадках расширили новые события: дискуссии с экспертами и создателями картин, научный стенд-ап Science Slam, лекции по кинематографии, VR-зоны. В рамках фестиваля были показаны картины:
- «Озеро Восток: хребет Безумия»
- «Мы роботы»
- «Самое неизведанное»
- «Изобретая будущее»
- «Почему мы креативны?»
- «Плот»
- «Медведи Камчатки. Начало жизни»
- «Дух Баухауса»